# Ankh: Heart of Osiris
Ankh: Heart of Osiris, o Ankh: Herz des Osiris en alemán, es el segundo juego en la serie de videojuegos de Ankh. El juego fue lanzado en Alemania el 30 de octubre de 2006, en Francia el 17 de noviembre, y en Reino Unido el 18 de mayo de 2007. El equipo de desarrollo originalmente consideró hacer el juego como un paquete de expansión de Ankh, pero fue posteriormente desarrollado como una pseudosecuela del primer juego.

## Trama
Assil ha regresado a El Cairo semanas después de haber roto la maldición de Osiris, y se entera de que el anj sagrado ha desaparecido. Assil necesita recuperar el anj antes de que Osiris pueda echar una nueva maldición sobre Egipto.

## Jugabilidad
El juego cuenta con tres personajes jugables: Assil, Thara y el faraón. La jugabilidad es similar a aquella de la serie Runaway. El juego requiere que el jugador haga clic en los objetos y lugares en el área para resolver puzles y progresar. Por defecto, el jugador será capaz de mover al personaje jugable. Cuando el puntero del ratón se encuentre sobre algo particular, el ícono cambiará para coincidir con una acción diferente como mirar, agarrar, hablar y usar. Los ítems en el inventario pueden ser examinados haciendo clic izquierdo sobre ellos, y pueden ser usados haciéndoles clic derecho.
Un puzle fue empleado como medida de protección de derechos de autor, en el cual el jugador requería un código proporcionado con la copia del juego para resolver una combinación para continuar.

## Desarrollo
Durante el desarrollo del juego, Deck13 revisó los puzles y el contenido según la respuesta que recibió el juego anterior, mientras intentaba balancear la historia y la jugabilidad, al igual que la dificultad de los puzles.